# L'Histoire d'un but

L'Histoire d’un but (en azeri : Bir qolun tarixçəsi) est un livre écrit en 2013 par Rasim Movsumov (Movsumzadeh), écrivain sportif, membre du jury de nombreux prix internationaux prestigieux tels que le Ballon d'or, The Best FIFA Football Awards, Golden Foot et World Soccer Awards.

## À propos
Le livre raconte l'histoire d'un but marqué par le célèbre footballeur azerbaïdjanais Anatoli Banichevski au sein de l'équipe nationale d'Union soviétique contre le Portugal, lors du match pour la troisième place de la Coupe du monde 1966 en Angleterre. D'autres sources, comme la FIFA, attribuent ce but à Eduard Malofeev.

## Prix
L’Association des journalistes sportifs d’Azerbaïdjan (AİJA) a sélectionné L'Histoire d’un but le meilleur livre de sport de l’année 2013. 
Toujours en 2013, l'auteur Rasim Movsumov a été récompensé du prix « Oscar du football » pour la catégorie « meilleur écrivain sportif étranger de l'année » en Turquie,,,,,.

## Dans les librairies
Le livre L'Histoire d’un but est stocké dans la Bibliothèque nationale d'Azerbaïdjan, au FIFA World Football Museum en Suisse, dans les bibliothèques du Musée sud-américain de football de la CONMEBOL au Paraguay, dans les archives du National Soccer Hall of Fame au Texas, États-Unis, ainsi qu’à Londres, dans la British Library, qui est la plus grande au monde, et enfin, dans la Bibliothèque nationale Vernadsky d'Ukraine, à Kiev.